# Tapha Guèye
Moustapha „Tapha” Guèye" (ur. 19 października 1961) – senegalski zapaśnik. Olimpijczyk z Seulu 1988, gdzie zajął 23. miejsce w stylu wolnym i szesnaste w stylu klasycznym. Startował w kategorii do 90 kg.
Brązowy medalista igrzysk afrykańskich w 1991. Wicemistrz Afryki w 1988 roku.